# Neastacilla tuberculata
Neastacilla tuberculata är en kräftdjursart som först beskrevs av Thomson 1879.  Neastacilla tuberculata ingår i släktet Neastacilla och familjen Arcturidae.
Artens utbredningsområde är havet kring Nya Zeeland. Inga underarter finns listade i Catalogue of Life.